# Revelry
Revelry è un singolo dei Kings of Leon, il terzo estratto dal loro album Only by the Night.

## Tracce
1. Revelry – 3:21
2. Pistol of Fire (Mark Ronson Remix) – 3:17

## Posizione nelle classifiche
| Classifiche (2009)         | Posizione |
| -------------------------- | --------- |
| Australia (ARIA Charts)    | 21        |
| Belgio (Ultratip Flanders) | 19        |
| Nuova Zelanda (RIANZ)      | 19        |
| Official Singles Chart     | 29        |